# 和歌山ミオ
和歌山ミオ（わかやまミオ）は、和歌山県和歌山市美園町と友田町にあるショッピングセンター。株式会社和歌山ステーションビルディングにより運営されている。

## 概要

### 和歌山ミオ
JR和歌山駅ビルは1968年3月に開業した。当初は「和歌山ステーションデパート」という名称だったが、1995年10月26日に「VIVO和歌山」 に名称変更の上改装を行った。しかし、売り上げ不振のため、2010年3月に現在の名称に変更・再改装の上、リニューアルオープンした。
コンセプトは「オトナカワイイはじまる」で、ファッションを中心とした和歌山初出店店舗など60店舗が入り、20～30代をメインターゲットとしている。

### 和歌山ミオ北館
和歌山ミオ北館は1987年4月に開業した和歌山ターミナルビル内に入居する。当初は「JOWA専門店」という名称だったが、2016年1月31日に営業を終了し、2016年3月18日に「和歌山ミオ北館」としてリニューアルオープン。
コンセプトは「大人 たのしむ 上質な 和歌山エキ」で、婦人服店のほか、雑貨や裁縫用品など新規を含む計15店が入居し、30～50代をメインターゲットとしている。
なお、この店舗は天王寺ミオの2号店として出店され、同ビルの姉妹店としての位置付けも持つ。

### ギャラリー

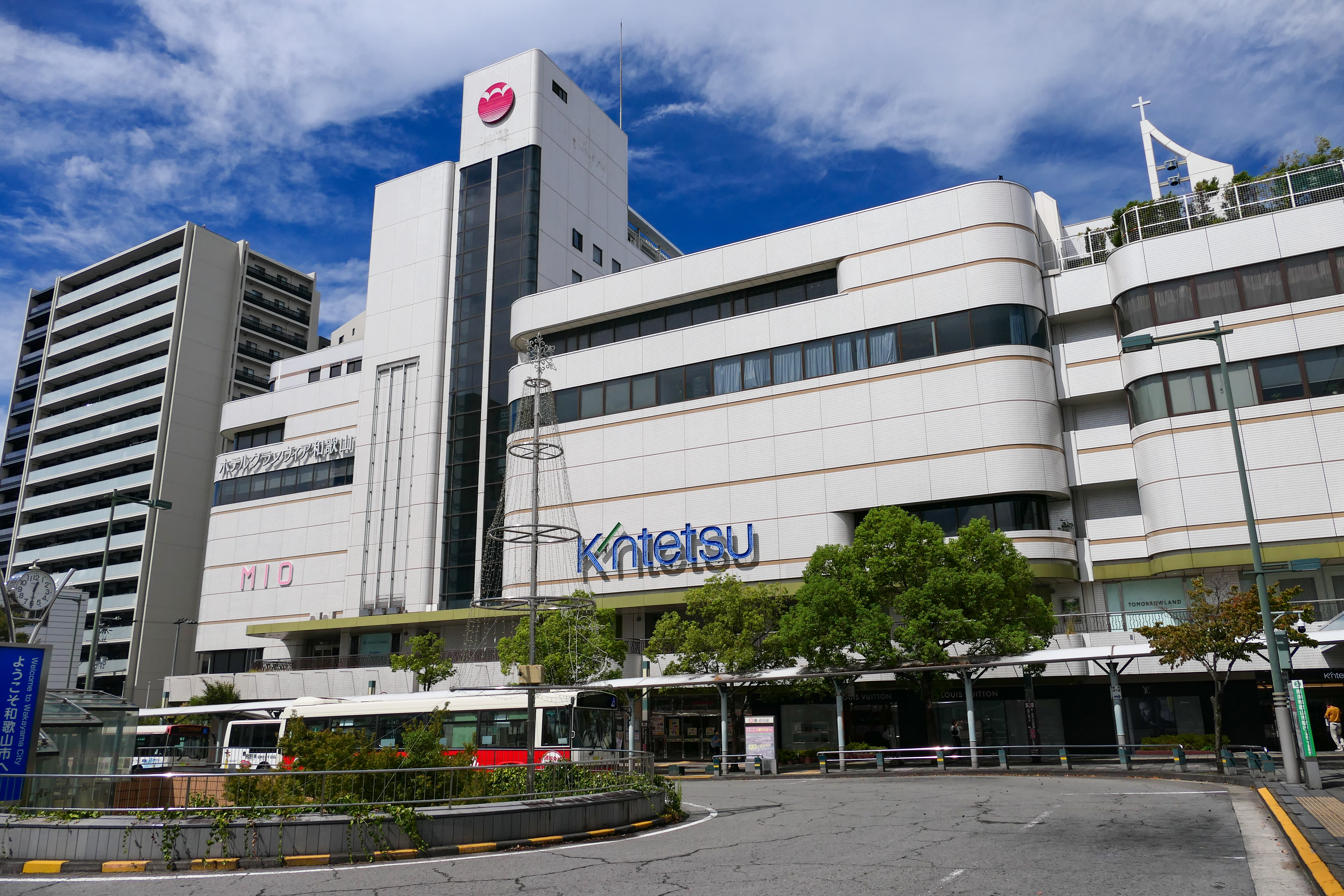
和歌山ミオ北館
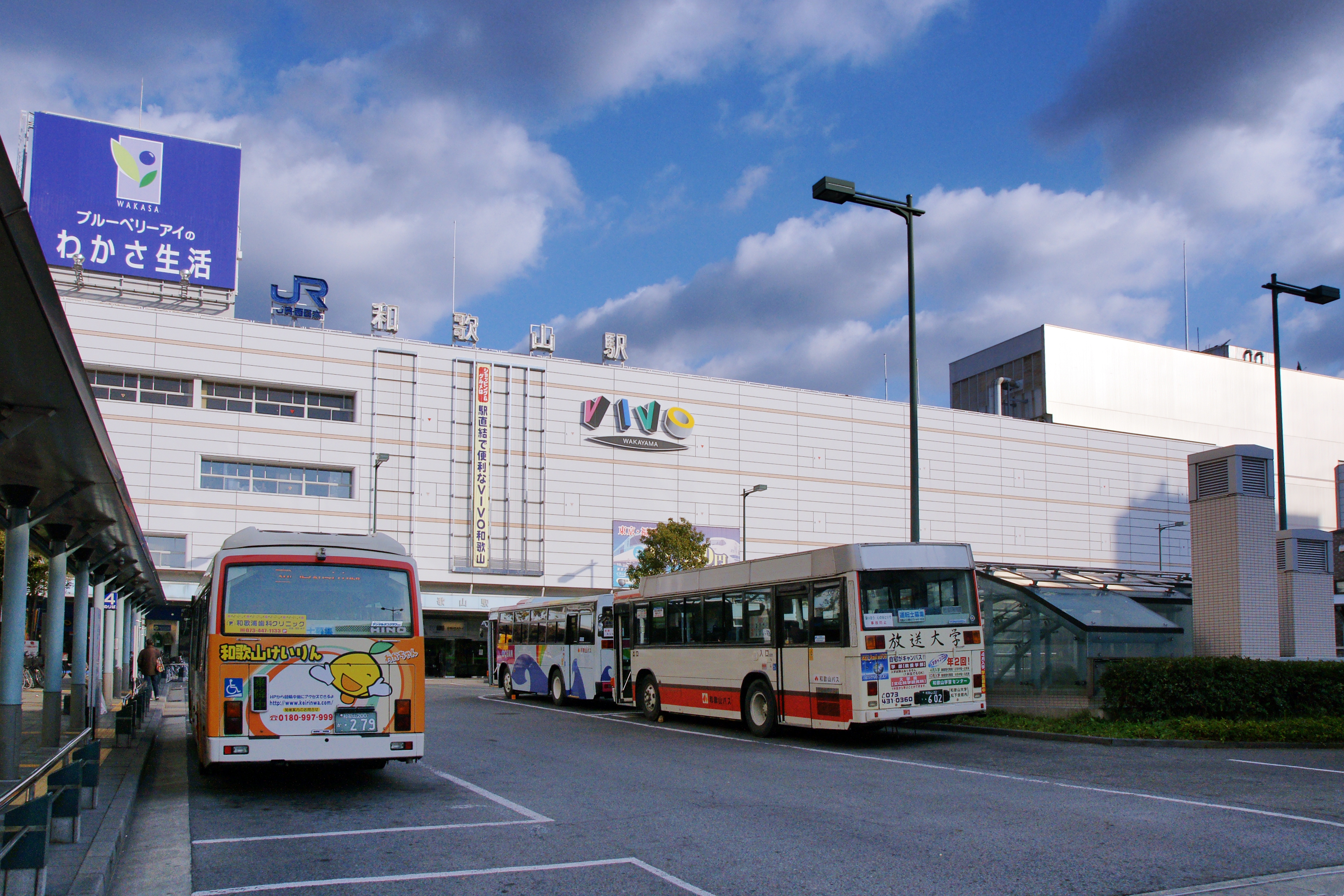
VIVO和歌山時代の外観

## 沿革
- 1968年（昭和43年）3月 - 和歌山ステーションデパートが開業。
- 1995年（平成7年）10月26日 - VIVO和歌山に改称。
- 2010年（平成22年）3月31日 - 和歌山ミオが開業[4]。
- 2015年（平成27年）
  - 8月27日 - 「和歌山ミオ」2・3階の1stリニューアルオープン。
  - 9月5日 - 「和歌山ミオ」2・3階の2ndリニューアルオープン。
- 2016年（平成28年）3月18日 - 「和歌山ミオ」1階のリニューアルオープン・「和歌山ミオ北館」オープン[5][7]。

## 主なテナント

### 和歌山ミオ
- サイゼリヤ（地下1階）
- セリア（地下1階）
- コクミンドラッグ（地下1階）
- タリーズコーヒー（1階）
- 黒潮市場（1階）
- Zoff（2階）
- GLOBAL WORK（3階）
- ロペピクニック（2階）
- tutuanna(2階)
- リーバイスストア（3階）
- スーツセレクト（3階）
- 3COINS（4階）
- WAY（4階）
- アニメイト（4階）
- ハートアップ

### 和歌山ミオ北館
- ブルーブルーエ（1階）
- カルディコーヒーファーム（1階）
- STRAWBERRY-FIELDS（2階）
- パンドラハウス（2階）
- ポムの樹（5階）
- 杵屋（5階）